# Halitiara
Halitiara is een geslacht van neteldieren uit de familie van de Protiaridae.

## Soorten
- Halitiara formosa Fewkes, 1882
- Halitiara inflexa Bouillon, 1980
- Halitiara knides Huang, Xu & Guo, 2011
- Halitiara obtusus Xu & Huang, 2004
- Halitiara rigida Bouillon, 1980
- Halitiara thierryi Gershwin & Zeidler, 2003